# Альбоин (епископ Марселя)
Альбоин (Альбуин; лат. Alboinus или Albuinis; умер не ранее 844) — епископ Марселя в 840-х годах.

## Биография
О происхождении и ранних годах жизни Альбоина сведений не сохранилось. Неизвестно также когда и при каких обстоятельствах он стал епископом Марселя. В списках глав местной епархии Альбоин чаще всего называется преемником в последний раз упоминавшегося в 841 году Теодеберта. Однако в одном из средневековых мартирологов упоминается живший приблизительно в то время марсельский епископ Адалунг: тот был причислен к местночтимым святым и его поминовение праздновалось в Средние века в Марсельской епархии 1 марта. Возможно, Теодеберт мог утратить епископский сан в результате начавшегося в 840 году между сыновьями умершего императора Людовика I Благочестивого междоусобия и его преемником непродолжительное время был Адалунг. Когда же после Верденского договора 843 года Прованс стал частью Средне-Франкского королевства Лотаря I, главой Марсельской епархии был поставлен Альбоин.
Единственный современный Альбоину исторический источник — документ из картулярия марсельского аббатства Святого Виктора, датированный пятым годом правления императора Лотаря I: «VIIl kalendas Augusti, anno V imperii domni nostri Lotharii imperatoris, inditione VI» (то есть 25 июля 843 или 844 года). В нём сообщается, что епископ на государственной ассамблее на вилле Кадароз (современный Бер-л’Этан) через своего посланника Александра, настоятеля аббатства Святого Виктора, потребовал от графа Марселя Адальберта прав на доходы с рынка в Леонио (ныне несуществующий порт вблизи современного селения Легуньо), ранее конфискованные у епархии графом Лейбульфом. Председательствовали на судебном заседании двадцать семь знающих законы персон. Ответчиками были викарий графа Роберт и чиновник Гвинифред. Аббат Александр представил свидетельства, что монастырь Святого Виктора получал доходы из Леонио ещё со времён короля Пипина Короткого. В результате судебное заседание завершилось в пользу Альбоина: представитель графа Адальберта от имени своего господина поклялся не только исполнить решение суда, но и компенсировать понесённые Марсельской епархией убытки.
Обстоятельства, при которых Альбоин перестал быть главой Марсельской епархии, не известны. Предполагается, что он утратил епископский сан (возможно, из-за своей смерти) не позднее 850 года. Вероятно, его ближайшими преемниками в Марсельской епархии были упоминавшийся в 863 году Гульфарик и названный епископом в 870 году Бабон. Однако также возможно, что после Альбоина епископская кафедра долгое время была вакантной, пока не позднее 878 или 879 годов её не занял Леодуин.

## Комментарии
1. ↑  Иногда указываются и другие даты: 845[8][9] и 847 годы[10].